# Batman (prowincja)
Prowincja Batman (tur. Batman ili) – jednostka administracyjna w Anatolii, w południowo-wschodniej Turcji. Największą rzeką prowincji jest Tygrys.

## Dystrykty

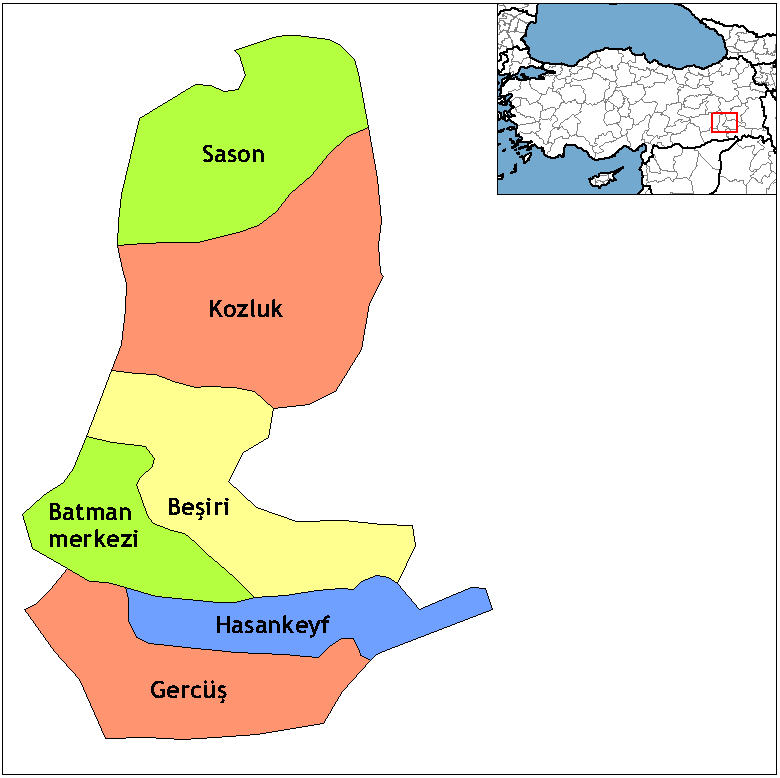
Dystrykty w prowincji Batman

Prowincja Bartin dzieli się na sześć dystryktów:
- Batman
- Beşiri
- Gercüş
- Hasankeyf
- Kozluk
- Sason